# JoWooD Entertainment
JoWooD Entertainment AG é uma empresa de jogos de computador baseada na Áustria, fundada em 1995 por Andreas Tobler. Em 4 de novembro de 2006 a empresa anunciou a aquisição da DreamCatcher Games. Em 2011 a companhia se tornou uma subsidiária da Nordic Games Holding.
Seus jogos têm o costume de ter Giant no nome, assim como Traffic Giant, Industry Giant, Transport Giant e Hotel Giant.

## Jogos desenvolvidos
- Alan Wake (2012)
- Hard Truck 2 King of the Road (2002)
- AquaNox (2001)
- AquaNox 2: Revelation (2003)
- Archangel (2002)
- Chaser (2003)
- Cultures 2: The Gates of Asgard (2002)
- Gothic II (2002; Atari)
  - Gothic II: Night of the Raven - Expansion Pack (2003; German & 2005; English)
- Gothic 3 (2006)
  - Gothic 3: The Beginning - (for Mobile Phone) (2008)
  - Gothic 3: Forsaken Gods - Expansion Pack (2008)
- Gothic Universe - Collection Pack (2008)
- Arcania: Gothic 4 (2010)
- ArcaniA: Fall of Setarrif (2011)
- Michael Schumacher Racing World Kart 2002 (2002)
- Freak Out: Extreme Freeride (2007)
- Neighbours from Hell (2003)
- Neighbours from Hell 2: On Vacation (2004)
- Rally Trophy (2001)
- Transport Giant (2004)
- Silent Storm (2003)
- SpellForce: The Order of Dawn (2003)
  - Spellforce: The Breath of Winter - Expansion Pack (2004)
  - Spellforce: Shadow of the Phoenix - Expansion Pack (2005)
- Legend of Kay (2005)
- Spellforce 2: Shadow Wars (2006)
  - Spellforce 2: Dragon Storm - Expansion Pack (2007)
- Space Force: Rogue Universe (2007)
- Spellforce Universe - Collection Pack (2008)
- Painkiller: Overdose (2007)
- Painkiller Universe - Collection Pack (2008)
- Painkiller: Resurrection (2009)
- Painkiller: Redemption (2011)
- Painkiller: Recurring Evil (2012)
- The Guild 2 (2006)
  - The Guild 2: Pirates of The European Sea - Expansion Pack (2007)
  - The Guild 2: Venice - Expansion Pack (2008)
  - The Guild 2: Renaissance - Expansion Pack (2010)
- The Book of Unwritten Tales (2010)
- Torchlight (2009)
- Yoga Wii (2009)

## Jogos em desenvolvimento
- Spellforce 2: Faith in Destiny
- Dungeon Lords: The Orb and the Oracle